# August Leopold av Sachsen-Coburg-Gotha
August Leopold av Sachsen-Coburg-Gotha August Leopold Philipp Maria Michael Gabriel Raphael Gonzaga, född 6 december 1867 i Rio de Janeiro, död 11 oktober 1922 i Schladming , var son till Ludwig August av Sachsen-Coburg-Gotha och Leopoldina av Brasilien.
Gift i Wien 1894 med ärkehertiginnan Karoline av Österrike (1869-1945), dotter till ärkehertig Karl Salvator av Toscana (1839-1892).

## Barn
- August Clemens (1895-1909)
- Klementine (1897-1975); gift 1925 med Eduard von Heller (1877-1970)
- Maria (1899-1941)
- Rainer (1900- död ca 7 januari 1945; tros ha blivit skjuten i Budapest); gift 1:o 1930  med Johanna Károlyi de Károly-Patty (skilda 1935) (1906-1992); gift 2:o 1940 med Edith de Kózol (1913-1997)
- Philipp (1901-1985); gift (morganatiskt) 1944 med Sarah Aurelia Hálasz (1914-1994)
- Theresia (1902-1990); gift 1930 med baron Lamoral Taxis di Bordogna e Valnigra (1900-1966)
- Leopoldine (1905-1978)
- Ernst (1907-1978); gift 1939 med Irmgard Röll (1912-1976)